# Fossa séptica
As fossas sépticas (português brasileiro) ou séticas (português europeu) [a] são unidades de tratamento primário de esgoto doméstico nas quais são feitas a separação e a transformação físico-química da matéria sólida contida no esgoto. É uma maneira simples e barata de disposição dos esgotos indicada, sobretudo, para a zona rural ou residências isoladas. Todavia, o tratamento não é completo como numa estação de tratamento de esgotos.
O esgoto in natura deve ser lançado em um tanque ou em uma fossa para que com o menor fluxo da água, a parte sólida possa se depositar, liberando a parte líquida. Uma vez feito isso bactérias anaeróbias agem sobre a parte sólida do esgoto decompondo-o. Esta decomposição é importante pois torna o esgoto residual com menor quantidade de matéria orgânica pois a fossa remove cerca de 40 % da demanda biológica de oxigênio e este agora pode ser lançado de volta à natureza, com menor prejuízo a ela.
Devido à possibilidade da presença de organismos patogênicos, a parte sólida deve ser retirada, através de um caminhão limpa-fossas e transportada para um aterro sanitário nas zonas urbanas e enterrada na zonas rurais.
Numa fossa séptica não ocorre a decomposição aeróbia e somente ocorre a decomposição anaeróbia devido à ausência quase total de oxigênio.
No tratamento primário de esgoto doméstico, sobretudo nas zonas rurais, podem ser utilizadas as fossas sépticas que são unidades nas quais são feitas a separação e transformação da matéria sólida contida no esgoto.
As fossas sépticas são uma estrutura complementar e necessária às moradias, sendo fundamentais no combate a doenças, vermisoses e endemias (como a cólera), pois diminuem o lançamentos dos dejetos humanos diretamente em rios, lagos, nascente ou mesmo na superfície do solo. O seu uso é essencial para a melhoria das condições de higiene das populações rurais e de localidades não servidas por redes de coleta pública de esgotos.
Esse tipo de fossa consiste em um tanque enterrado, que recebe os esgotos (dejetos e água servidas), retém a parte sólida e inicia o processo biológico de purificação da parte líquida (efluente). Mas é preciso que esses efluentes sejam filtrados no solo para completar o processo biológico de purificação e eliminar o risco de contaminação.
As fossas sépticas não devem ficar muito perto das moradias (para evitar mau cheiros) nem muito longe (para evitar tubulações muito longas). A distância recomendada é de cerca de 4 metros.
Elas devem ser construídas do lado do banheiro, para evitar curvas nas canalizações. Também devem ficar num nível mais baixo do terreno e longe de poços, cisternas ou de qualquer outra fonte de captação de água (no mínimo trinta metros de distância), para evitar contaminações, no caso de eventual vazamento.
O tamanho da fossa séptica depende do número de pessoas da moradia. Ela é dimensionada em função de um consumo médio de 200 litros de água por pessoa, por dia. Porém sua capacidade nunca deve ser inferior a mil litros.  A Associação Brasileira de Normas Técnicas (ABNT), através das normas NBR 7229 e 13969, estabelece todos os parâmetros que devem ser obedecidos para a construção de fossas sépticas.

## Tipos
As fossas sépticas podem ser de dois tipos:
- Pré-moldadas
- Feitas no local

### Fossas sépticas pré-moldadas

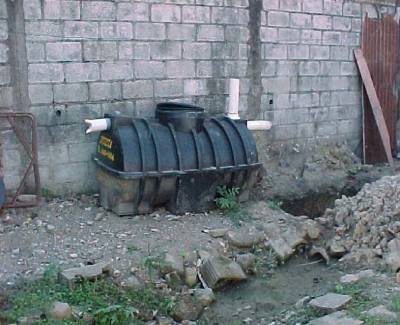
Fossa séptica pré-moldada

De formato cilíndrico, são encontradas no mercado. A menor fossa pré-moldada tem capacidade de 1000 litros, medindo 1,1X1,1 metros (altura X diâmetro). Para volumes maiores é recomendável que a altura seja maior que o dobro do diâmetro. Para sua montagem, observar as orientações dos fabricantes.

### Fossas sépticas feitas no local
A fossa séptica feita no local tem formato retangular ou circular. Para funcionar bem, elas devem ter dimensões determinadas por meio de um projeto específico de engenharia.
A execução desse tipo de fossa séptica começa pela escavação do buraco onde a fossa vai ficar enterrada no terreno.
O fundo do buraco deve ser compactado, nivelado e coberto com uma camada de cinco centímetros de concreto magro, (um saco de cimento, 8 litros de areia, onze latas de brita e duas latas de água, a lata de medida é de dezoito litros) sobre o concreto magro é feita uma laje de concreto armado de seis centímetros de espessura (um saco de cimento, quatro litros de areia, seis litros de brita e 1,5 litro de água), malha de ferro 4,2 a cada vinte centímetros.
As paredes são feitas com tijolo maciço, ou cerâmico, ou com bloco de concreto. Durante a execução da alvenaria, já devem ser colocados ou tubos de entrada e saída da fossa (tubos de cem milímetros), e deixadas ranhuras para encaixe das placas de separação das câmaras, caso de fossa retangular.
As paredes internas da fossa devem ser revestidas com argamassa à base de cimento (um saco de cimento, cinco litros de areia e dois litros de cal).
A fossa séptica circular, a que apresenta maior estabilidade, utiliza-se para retentores de espuma na entrada e na saída, Tês de PVC de noventa graus de diâmetro cem milímetros.
Na fossa séptica retangular a separação das câmaras (chicanas), e a tampa da fossa são feitas com placas pré-moldadas de concreto. Para a separação das câmaras são necessárias cinco placas: duas de entrada e três de saída. Essas placas têm quatro centímetros de espessura e a armadura em forma de tela.
A tampa é subdividida em placas, para facilitar a sua execução e até a sua remoção placas com 5 cm de espessura e sua armação também é feita em forma de tela.

## Funcionamento
Esse mecanismo funciona a partir da remoção de materiais flutuantes que, por serem mais leves, tendem a permanecer em suspensão no efluente, próximos à superfície do tanque e, também, dos materiais sólidos, que por serem mais pesados, acabam se depositando no fundo da unidade. 
Os materiais flutuantes, podem ser constituídos de óleos, graxas e materiais leves e formam um material chamado de Escuma, na superfície do tanque. Já o material depositado no fundo do tanque, chamado de lodo de fundo, é constituído de sólidos orgânicos e tendem à sedimentação, por serem mais pesados. 
O material que ficou retido no fundo do tanque irá sofrer decomposição através da ação de bactérias anaeróbias. Devido à decomposição, a quantidade de matéria orgânica será reduzida, de forma que o volume de lodo depositado no fundo do tanque também reduzirá e ocupará menos espaço. Entretanto, a taxa de acumulação de lodo é mais rápida do que sua taxa de decomposição, resultando em um acúmulo inevitável de lodo no fundo do tanque. Dessa forma, o volume útil da unidade será comprometido, sendo necessário que o lodo e a escuma acumulados sejam removidos periodicamente.  
Os tanques sépticos são projetados com elevado tempo de detenção hidráulica, na ordem de 12 a 24 horas. Entretanto, a aplicação de taxas muito elevadas pode prejudicar o funcionamento desse dispositivo. Vazões muito grandes podem ocasionar perdas de sólidos e consequente deterioração da qualidade final do efluente.

## Remoção do lodo
Caso o lodo de fundo não seja removido, será acumulado excessivamente, reduzindo-se o volume reacional do tanque. Isso acarretará, como consequência, a redução do tempo de detenção hidráulica do efluente no tanque, comprometendo as condições de operação do reator. 
A remoção do lodo pode ser realizada de duas maneiras distintas. Através de pressão hidrostática, instalando-se no tanque um dispositivo com carga hidráulica mínima de 1,2 m, de forma que o lodo é dirigido para um leito de secagem. Ou através de bombeamento, utilizando-se um mangote de sucção que é inserido no interior do tanque e o lodo é, assim, bombeado para fora e recolhido por um caminhão a vácuo.
Algumas autoridades de saúde exigem que os tanques sejam esvaziados em intervalos prescritos, enquanto outros, deixam a decisão a cargo de um inspetor. Alguns sistemas exigem bombeamento com maior periodicidade, enquanto outros, podem ter a duração de 10 a 20 anos entre os bombeamentos. 
Assim que o lodo é removido, a decomposição anaeróbica é reiniciada rapidamente quando o tanque é reabastecido.

## Operação
A operação dos tanques sépticos é simples, consistindo basicamente na retirada do lodo e sua destinação final, em intervalos de tempo pré-determinados. 
Normalmente a limpeza é feita anualmente e deve ser deixada certa quantidade de lodo no fundo do tanque para que o processo de crescimento das bactérias responsáveis pela digestão anaeróbia se desenvolva novamente de maneira mais acelerada.  
Entretanto, apesar da simplicidade de operação, a limpeza dos tanques sépticos é fortemente negligenciada no Brasil. Os intervalos pré-determinados para a remoção do lodo de fundo não são respeitados e sua remoção é feita, normalmente, quando a unidade já apresenta dificuldades de funcionamento. Somado a isso, em poucos casos há o controle do lodo removido dos tanques, de forma que a destinação final empregada não é a adequada, colocando em risco o ambiente.

## Ligação da rede de esgoto à fossa
A rede de esgoto da moradia deve passar inicialmente por uma caixa de inspeção, que serve para fazer a manutenção do sistema, facilitando o desentupimento, essa caixa deve ter 60 cm X 60 cm e profundidade de 50 cm, construída a cerca de 2 metros de distância da casa. Caixa construída em alvenaria, ou pré-moldada, com tampa de concreto.

## Distribuição dos efluentes no solo
As duas principais técnicas para distribuição e infiltração dos efluentes no solo são:
- Valas de infiltração
- Sumidouros

A utilização de um ou outro vai depender do tipo de solo e/ou dos recursos disponíveis para a sua execução.

### Vala de infiltração
Recomendadas para locais onde o lençol freático é muito próximo à superfície.
Esse sistema consiste na escavação de uma ou mais valas, nas quais são colocados tubos de dreno com brita, ou bambu, preparado para trabalhar com dreno retirando o miolo, que permite, ao longo do seu comprimento, escoar para dentro do solo os efluentes provenientes da fossa séptica.
O comprimento total das valas depende do tipo de solo e quantidade de efluentes a ser tratada. Em terrenos arenosos 8 m de valas por pessoa são suficientes. Em terrenos argilosos são necessários doze metros de valas por pessoa. Entretanto, para um bom funcionamento do sistema, cada linha de tubos não deve ter mais de trinta metros de comprimento. Portanto, dependendo do número de pessoas e do tipo de terreno, pode ser necessária mais de uma linha de tubos/valas.

### Sumidouros
O sumidouro é um poço sem laje de fundo que permite a infiltração (penetração) do efluente da fossa séptica no solo.
O diâmetro e a profundidade dos sumidouros dependem da quantidade de efluentes e do tipo de solo. Mas, não deve ter menos de 1m de diâmetro e mais de 3 m de profundidade, para simplificar a construção.
Os sumidouros podem ser feitos com tijolo maciço ou blocos de concreto ou ainda com anéis pré-moldados de concreto.
A construção de um sumidouro começa pela escavação do buraco, a cerca de 3m da fossa séptica e num nível um pouco mais baixo, para facilitar o escoamento dos efluentes por gravidade. A profundidade do buraco deve ser 70 cm maior que a altura final do sumidouro. Isso permite a colocação de uma camada de pedra, no fundo do sumidouro, para infiltração mais rápida no solo, e de uma camada de terra, de 20 cm, sobre a tampa do sumidouro
Os tijolos ou blocos só devem ser assentados com argamassa de cimento e areia nas juntas horizontais. As juntas verticais devem ter espaçamentos(no caso de tijolo maciço, de um tijolo), e não devem receber pré-moldados, eles devem ser apenas colocados uns sobre os outros, sem nenhum rejuntamento, para permitir o escoamento dos efluentes.
A laje ou tampa do sumidouro pode ser feita com uma ou mais placas pré-moldadas de concreto, ou executada no próprio local, tendo o cuidado de armar em forma de tela.

## Biofossas
Biofossas são estruturas que possibilitam o redirecionamento de toda a água vinda das torneiras e chuveiro, bem como todo o esgoto dos vasos sanitários para uma fossa que irá filtrar e decantar as impurezas e levar a água para um sistema contendo plantas (canteiros).
Dessa forma, evita-se a poluição do meio ambiente (rios, lagos e lençol freático) e, possibilita-se o reaproveitamento da água que retorno ao solo, com auxílios das plantas.
Tipos de biofossas:
- Fossas de Águas Negras: responsável pelo tratamento das águas oriundas dos vasos sanitários (esgotos), cuja água é rica em matéria orgânica;
- Fossa de Águas Cinzas: responsável pelo tratamento das águas oriundas das pias dos banheiros, cozinhas, tanques e chuveiros. São todas as águas de limpezas.

## Preocupações ambientais
Devido aos resíduos gerados no tanque séptico, medidas de segurança devem ser realizadas antes da construção e instalação. Esses dispositivos não devem ser instalados próximo a poços artesianos, para evitar que vazamentos entrem em contato com a água de consumo humano, animal e vegetal.
Tanques sépticos mal instalados ou mal construídos podem ocasionar, eventualmente, uma grave contaminação dos lençóis freáticos, introduzindo agentes infecciosos na água de consumo da região.
Com relação aos nutrientes do efluente, os tanques sépticos são ineficazes na remoção de compostos de nitrogênio que têm potencial para causar a proliferação de algas nos cursos de água onde os efluentes possam ser lançados. Isso pode ser solucionado com o uso de uma tecnologia de redução de nitrogênio ou, simplesmente, garantindo que o campo de lixiviação esteja adequadamente localizado para impedir a entrada direta de efluentes em corpos de água.  A capacidade do solo de reter fósforo é geralmente grande o suficiente para lidar com a carga proveniente de um tanque séptico residencial normal. Uma exceção ocorre quando os campos de drenagem sépticos estão localizados em solos arenosos ou mais grosseiros na propriedade adjacente a um corpo de água. Devido à área superficial limitada das partículas, esses solos podem ficar saturados com fosfatos, que irão progredir para além da área de tratamento, colocando uma ameaça de eutrofização nas águas superficiais.

## Norma

### NBR 7.229/93
A NBR 7.229/93, é a norma que fixa as condições exigíveis para projeto, construção e operação de sistemas de tanques sépticos, incluindo tratamento e disposição de efluentes e lodo sedimentado. Tem por objetivo preservar a saúde pública e ambiental, a higiene, o conforto e a segurança dos habitantes de áreas servidas por estes sistemas.

### Condições gerais
Aplicação: o uso de Tanques Sépticos aplica-se primordialmente ao tratamento de esgotos domésticos. 
Substancias toxicas: em caso de utilização de Tanques Sépticos para tratamento de efluentes contendo substâncias tóxicas, devem ser observados cuidados especiais para a disposição final do lodo.
Utilização: a utilização dos Tanques Sépticos é indicada nos seguintes casos:
1. Áreas desprovidas de rede pública coletora de esgotos;
2. Alternativa ao tratamento de esgoto em áreas providas de rede coletora local;
3. Quando há utilização de redes coletoras com diâmetro e/ou declividade reduzidos.

Restrições: é proibido o encaminhamento de despejos capazes de interferir negativamente nas fases de tratamento de efluentes do tanque séptico, bem como aumentar de forma excessiva a vazão do efluente que adentra a unidade de tratamento, tais como águas pluviais e despejos provenientes de piscina e de lavagem de reservatórios de água. 